# Antonio Bazzini

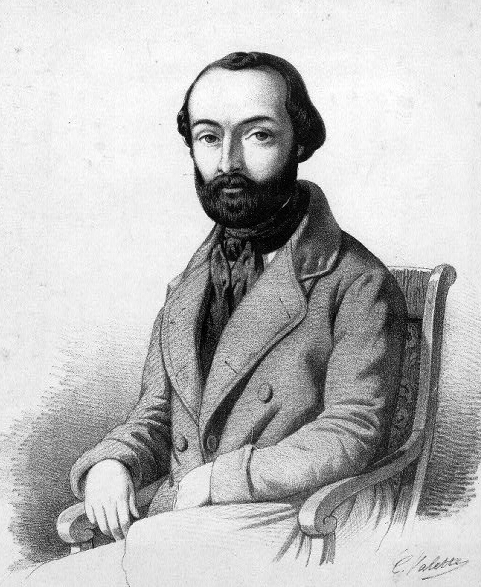
Antonio Bazzini por C. Valetti.

Antonio Bazzini (Brescia; 11 de marzo de 1818 - Milán; 10 de febrero de 1897) fue un compositor y violinista italiano.
A los 17 años fue contratado como organista en una iglesia de su ciudad natal, Brescia, donde comenzó sus primeros pasos en la interpretación musical.

## Trayectoria
En 1843, a los 25 años, se trasladó a la ciudad alemana de Leipzig durante cuatro años para progresar en sus estudios de música, especialmente  en las obras de Bach y Beethoven. Durante los primeros años de su carrera visitó Alemania, Dinamarca, Francia, España y Polonia, efectuando conciertos mientras profundizaba en conocimientos de música instrumental. Entre sus influencias estilísticas hay que destacar la del compositor italiano Nicolo Paganini, a quien conocía desde los 18 años. Otros grandes maestros contemporáneos que alabaron su obra fueron Robert Schumann o Félix Mendelssohn.
A su regreso a Italia se dedicó a la composición gracias a su experiencia internacional, lo que contribuyó al renacimiento de la música instrumental en su país (de la mano de compositores como Giovanni Bottesini o Amilcare Ponchielli.
Desde 1873 fue profesor en el Conservatorio de Música de Milán, donde alcanzaría el puesto de director en 1882.
Algunos de sus alumnos más sobresalientes fueron Giacomo Puccini y Alfredo Catalani. Otros compositores famosos contemporáneos de Bazzini fueron Anton Bruckner, Johann Strauss (hijo), Johannes Brahms o Piotr Ilich Chaikovski.
Escribió un amplio repertorio sinfónico, instrumental, vocal y una ópera.

## Obras sobresalientes
- Turanda, ópera (1867)
- Saúl, obertura (1867)
- Deux morceaux de salon op.12 violín y piano.
- La Ronde des Lutins (La ronda de los duendes), broma fantástica para violín con acompañamiento de piano, op. 25.
- Calabrese op.34 N.6 violín y piano.
- Le Carillon d'Arras op.36 violín y piano.
- Trois morceaux lyriques op.41 violín y piano.
- Concierto militar para violín y orquesta op. 42
- Trois morceaux en forme de sonate op.44 violín y piano
- Deux grandes études op.49 violín y piano
- Rey Lear, obertura op. 68 (1871)
- Cuarteto de Cuerdas N.º 1 en Do mayor (1864)
- Cuarteto de Cuerdas N.º 2 en Re menor op. 75
- Cuarteto de Cuerdas N.º 3 en Mi bemol mayor op. 76
- Francesca da Rimini, poema sinfónico en Mi menor op.  77 (1879 - versión 1885)
- Cuarteto de Cuerdas N.º 4 en Sol mayor op. 79
- Cuarteto de Cuerdas N.º 5 en Fa menor, op. 80
- Cuarteto de Cuerdas N.º 6 en Fa mayor.